# Annalisa
Annalisa ist ein weiblicher Vorname.

## Herkunft und Bedeutung
Annalisa ist die Zusammensetzung der Namen Anna und Lisa. Es handelt sich hierbei um die italienische Form von Anneliese.

## Bekannte Namensträgerinnen
- Annalisa Azzoni (* 1964), US-amerikanische Hochschullehrerin mit italienische Wurzeln
- Annalisa Buffa (* 1973), italienische Mathematikerin
- Annalisa Ceresa (* 1978), italienische Skirennläuferin
- Annalisa Cucinotta (* 1986), italienische Radrennfahrerin
- Annalisa De Simone (* 1983), italienische Schriftstellerin
- Annalisa Drew (* 1993), US-amerikanische Freestyle-Skierin
- Annalisa Durante (1990–2004), italienische Schülerin, die Opfer der Camorra wurde
- Annalisa Manera (* 1974), italienische Ingenieurwissenschaftlerin und Professorin
- Annalisa Minetti (* 1976), italienische Sängerin und Paralympionikin
- Annalisa Scarrone (* 1985), bekannt als Annalisa, italienische Popsängerin
- Annalisa Stroppa, italienische Opernsängerin (Mezzosopran)
- Annalisa Weyel (* 2000), deutsche Schauspielerin